# В двух словах
«В двух словах» — щотижнева інформаційно-політична газета Чернігівської області. Виходить на 16 сторінках раз на тиждень, у четвер. Мови видання — українська і російська. Тираж 2 850 примірників.
Заснована 1 квітня 1994 року трудовим колективом редакції. Редактором газети є Віктор Копачевський, редакційний колектив налічує 7 працівників. В історії газети — багато відомих в журналістиці імен, серед яких — Ніна Ткаченко та Лілія Черненко.
В часописі широко висвітлюються громадсько-політичні події Прилук, України та світу, історія, традиції та звичаї прилуцького краю, події культурного життя міста; порушуються нагальні проблеми Прилук та їхніх жителів. «В двух словах» відкриває читачам імена талановитих сучасників, презентує роботи митців, кінематографістів, майстрів поетичного слова. На сторінках газети представлені різноманітні журналістські жанри: коментарі суспільних подій, есе, замальовки, дослідження, портрети, інтерв'ю. Автори матеріалів розмірковують над тим, що городяни та співвітчизники думають про майбутнє, яким уявляють власне щастя, чим лікуються від втоми та проблем сьогодення, як зберігають те, що набуто пращурами, на що сподіваються, що присвячують своїй землі, рідному місту.
Постійні рубрики: «Топ-статті», «Перша шпальта», «Місто», «Область», «В Україні», «Ситуації», «Політикум», «Соціум», «Точка зору», «Life». Час від часу, в залежності від подій, що трапились за тиждень, матеріали друкуються під рубриками «Резонанс», «Територія Art», «Мистецтво», «Споживач», «Акції», «Поради», «Власними руками», «Арена», «Здоров'я», «Стиль життя», «Освіта», «Жіночий клуб», «Весільний сезон», «Чоловічий клуб», «З перших уст», «Майстри».
З грудня 2013 року засновником газети є її редактор Копачевський Віктор Іванович.

## Газета «Наше свято»
У вересні 2007 року редакційний колектив газети «В двух словах» заснував газету «Наше свято». Фінансову підтримку новому виданню надав Почесний громадянин міста Прилуки меценат Юрій Коптєв. «Наше свято» — газета для дозвілля, що виходить до загальноміських свят м. Прилуки. Це повнокольорове презентаційне видання безкоштовно розповсюджується серед прилучан, презентується гостям міста, котрі приїздять до Прилук з нагоди святкових подій.